# Neško Milovanović
Neško Milovanović (serbisch-kyrillisch Нешко Миловановић; * 4. Dezember 1974 in Čačak) ist ein ehemaliger serbischer Fußballspieler und -trainer.

## Karriere
Milovanović begann seine Karriere 1995 beim Erstligisten FK Borac Čačak. 1997 wechselte er zu FK Radnički 1923 Kragujevac. Danach spielte er bei FK Milicionar und FK Obilić. 1999 wechselte er zum bulgarischen Belasiza Petritsch. 2000 wechselte er zu Lewski Sofia. Mit dem Verein wurde er 1999/00 und 2000/01 bulgarischer Meister. 2000 gewann er mit dem Verein den Bulgarischen Fußballpokal. Von 2001 bis 2002 war er außerdem noch beim chinesischen Shanghai Shenhua und japanischen Sanfrecce Hiroshima unter Vertrag. 2001 wurde er mit dem Verein Vizemeister der Jia-A League. 2003 wechselte er zum bulgarischen Lokomotive Plowdiw. Mit dem Verein wurde er 2003/04 bulgarischer Meister. 2004 kehrte er nach Serbien zurück und unterschrieb einen Vertrag beim Drittligisten FK Radnički 1923 Kragujevac. 2005 feierte er mit dem Verein die Drittligameisterschaft und den Aufstieg in die zweite Liga. Von 2005 bis 2006 war er außerdem noch beim griechischen Olympiakos Volos und FC Panserraikos unter Vertrag. Danach spielte er bei FK Borac Čačak, Sliema Wanderers (Malta) und FK Radnički Niš.

## Erfolge
Lewski Sofia
- Bulgarischer Meister: 1999/00, 2000/01
- Bulgarischer Pokalsieger: 1999/00

Lokomotive Plowdiw
- Bulgarischer Meister: 2003/04